# Referéndum de independencia de Estonia de 1991
El referéndum de independencia de Estonia de 1991 fue un referéndum que se llevó a cabo el 3 de marzo de 1991 en la República Socialista Soviética de Estonia, junto con un referéndum similar en Letonia el mismo día. Fue aprobado por el 78.4% de los votos con una participación del 82.9%. La independencia fue restituida por el Consejo Supremo de Estonia la noche del 20 de agosto del mismo año.

## Resultados
La pregunta del referéndum era: ¿Quiere usted la restitución de la independencia nacional y la soberanía de la República de Estonia?
| Alternativa                           | Votos     | %    |
| ------------------------------------- | --------- | ---- |
| A favor                               | 737,964   | 78.4 |
| En contra                             | 203,199   | 21.6 |
| Votos inválidos/en blanco             | 6,967     | –    |
| Total                                 | 948,130   | 100  |
| Participación de votantes registrados | 1,144,309 | 82.9 |
| Fuente: Riigi Teataja                 |           |      |